# Owasa (Iowa)
Owasa est une ville du comté de Hardin, en Iowa, aux États-Unis. Elle est fondée en 1883. Le nom de la ville vient de la langue Mesquakie (tribu des Fox) et signifie Ours.

## Source de la traduction
- (en) Cet article est partiellement ou en totalité issu de l’article de Wikipédia en anglais intitulé « Owasa, Iowa » (voir la liste des auteurs).